# 爬虫類
爬虫類（はちゅうるい、爬蟲類、学名:Reptilia）は、有羊膜類に属する動物の一群である。

## 名称
爬虫類の「爬」の字は「地を這う」の意味を持つ。「虫」は本草学における「蟲」を意味し、すなわち「爬虫」とは「地を這う動物」を意味する。

## 定義
広義には鳥類を含むすべての竜弓有羊膜類からなる単系統群であると定義されている。現生爬虫類は、カメ、ワニ、恐竜（鳥類を含む）、有鱗目（トカゲ、ヘビ）、ムカシトカゲ目（ムカシトカゲ）である。伝統的なリンネの分類体系では、鳥類は爬虫類と別の区分とされている。しかし、ワニは他の現生爬虫類よりも鳥類に近縁であるため、現代の分岐分類体系では鳥類を爬虫類内に含め、分岐群と再定義している。また、爬虫類という用語を完全に捨て、哺乳類よりも現代の爬虫類に近いすべての動物を指す竜弓類という分岐群を採用する定義もある。

## 進化史
古生代に地上で生活を全うできる生物群として3億年前に両生類から分かれて進化した爬虫類は急速に多様化した。そして爬虫類は、その前にいた両生類に代わり世界を支配し始めた。中生代には恐竜、翼竜などが、新生代からは鳥類が繁栄した。一方、古生代半ばから中生代前半にかけて繁栄した哺乳類の祖先である単弓類(哺乳類形爬虫類)は、その後の研究並びに分類方法の変更から、現在は爬虫類には含まれない。
最古の原始爬虫類は約3億1200万年前の石炭紀に誕生し、乾いた土地での生活に適応してきた高度な爬形類の四足動物から進化した。最古の真正爬虫類(eureptile)は、表面的にはトカゲに似た小型のヒロノムスである。遺伝子や化石のデータが、爬虫類の2大系統である主竜様類（ワニ、鳥類とその仲間）と鱗竜形類（トカゲとその仲間）はペルム紀の終わり頃に分岐したと主張する。 現存の爬虫類に加えて、現在絶滅した多様なグループが多く、中には大量絶滅のイベントによって絶滅したグループもある。特に白亜紀と古第三紀の間の大量絶滅では、翼竜、プレシオサウルス、すべての非鳥類恐竜が、多くのワニ型類(Crocodyliformes)や有鱗目（モササウルスなど）と共に絶滅した。現代の鳥類以外の爬虫類は、南極大陸を除くすべての大陸に生息している。

## 特徴
爬虫類は四肢脊椎動物で、4本の手足を持つか、ヘビのように、4本の手足を持つ祖先の子孫である生物である。両生類とは異なり、幼生期に水棲することはない。ほとんどの爬虫類は卵生であるが、有鱗目のいくつかの種は胎生であり、絶滅した水生生物群もそうであった。爬虫類の卵は、保護と輸送のために膜に囲まれており、乾いた土地での繁殖に適応している。胎生の種の多くは、哺乳類に類似した様々な形態の胎盤を通して胎児に栄養を与え、中には孵化したての子の初期の世話をするものもある。現存する爬虫類の大きさは、17mmの小さなヤモリから、体長6m、体重1,000kgを超えるイリエワニまで様々である。
基本として体表は表皮の変形した鱗でおおわれ、4本の脚と尾、乾燥に強い卵（有羊膜卵）などが特徴である。また蛋白質の代謝によって発生するアンモニアは両生類や哺乳類のような尿素ではなく、水に不溶である尿酸に代謝し、糞とともに総排出腔から排泄するものが多い。これも乾燥に対する重要な適応の一つである。
ヘビや、アシナシトカゲを始めとする一部のトカゲのように脚が退化しているものやカメ類のように鱗と骨格が一体化し、甲となったものもある。繁殖形態は卵生で、革質か石灰質の殻におおわれた卵を陸上に産む。生まれた子供は親と同じ姿をしており、変態はしない。ただし直接子供を産む卵胎生の種もいる。キノボリヤモリ、オガサワラヤモリ、ブラーミニメクラヘビなど、単為生殖種が一部に存在する。

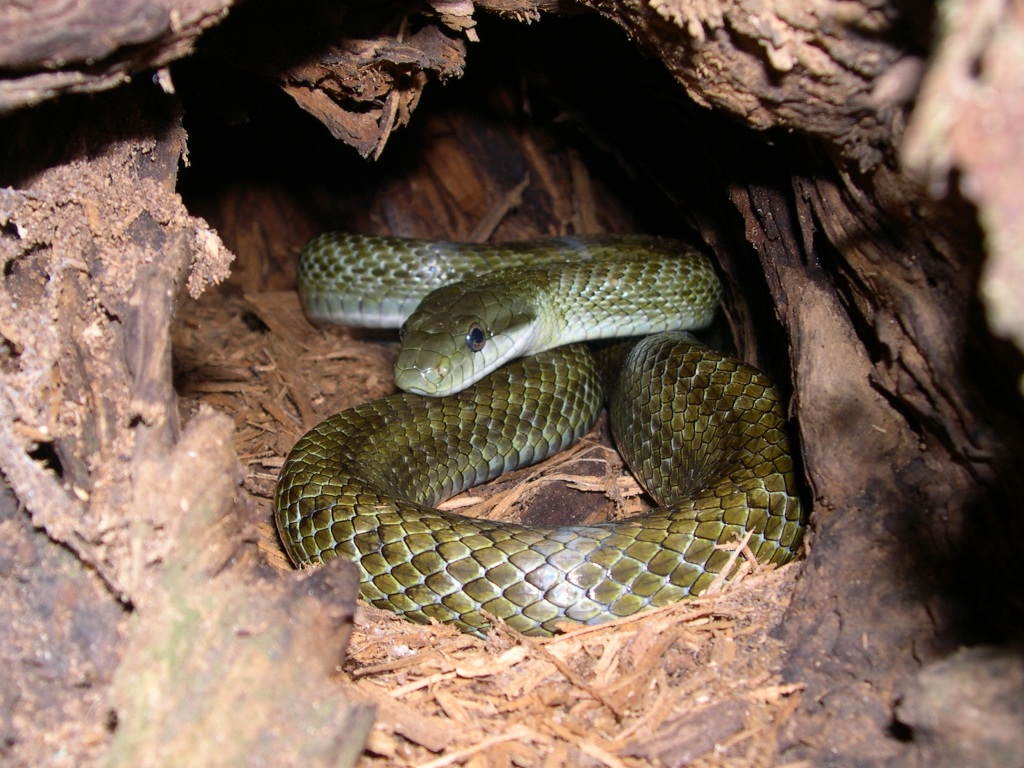
アオダイショウ。蛇の仲間は一般的に足が退化している。

多くは外温性で、体温が外部温度に少なからず依存する。昼行性の爬虫類の多くは日光浴等で体温を高めた上で活動を始める。体温を保つのにエネルギーを費やす必要がないため、哺乳類や鳥類に比べて食事の間隔は長い。適度な水分さえあれば何も食べずに1ヶ月ほど生きることもある。現生の爬虫類の中には、ウミガメの一部の成体などのように体温の変動幅がわずかな内温動物的体温調節を行うものもいる。また翼竜や恐竜などの絶滅種には内温性であったものが存在するのではないかと考えられている。
現生種は熱帯や亜熱帯を中心に、南極大陸以外の全世界に分布する。体長2cm、体重1g以下のSphaerodactyus ariasae（ヤモリの一種）からアミメニシキヘビ、アナコンダなど体長10m、イリエワニのように体重1トンを越える種もある。多くは肉食性であるが、大型イグアナ類やリクガメ類などのように雑食や草食のものも存在する。

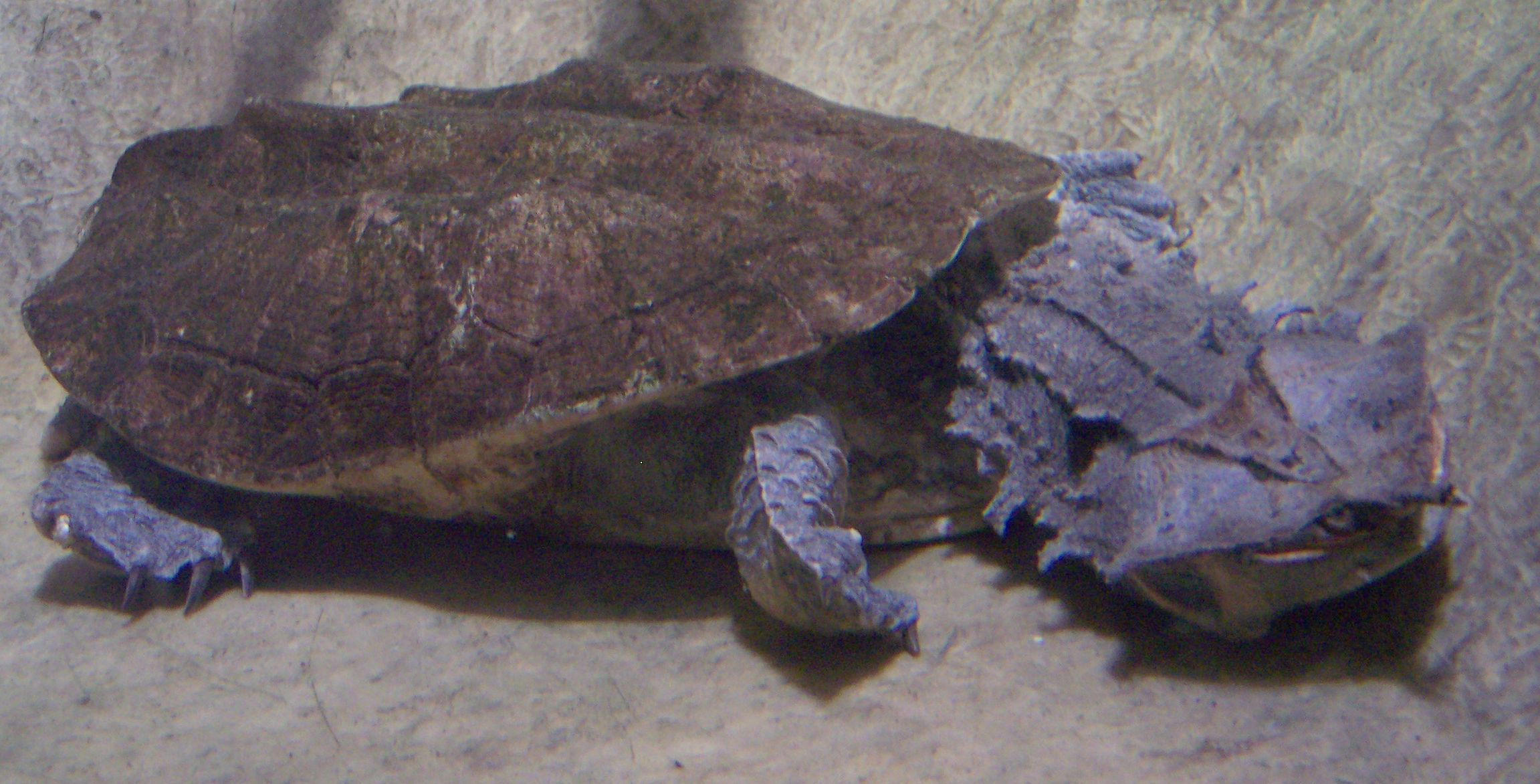
マタマタ Chelus fimbriatus

## 研究
伝統的な爬虫類目の研究は、歴史的に現代の両生類の研究と組み合わせて、爬虫両棲類学と呼ばれている。鳥類を含むすべての爬虫類を研究する学問は、両生類を除く爬虫両棲類学と鳥類学を組み合わせたものである。

## 分類
現生ではワニ、トカゲ（ヘビを含む）、カメ、ムカシトカゲが含まれる。現生種としては通常はトカゲ類（ヘビ類を含む）、カメ類、ワニ類、ムカシトカゲを含む。
現生種は4つの目に分類されている。
- カメ目 Testudines - 約500種
  - 潜頸亜目 Cryptodira
  - 曲頸亜目 Pleurodira
- ムカシトカゲ目 Sphenodontia - ニュージーランドに分布する2種のみ
- 有鱗目 Squamata
  - トカゲ亜目 Sauria - 4000種以上
  - ヘビ亜目 Serpentes - 3000種以上
  - ミミズトカゲ亜目　Amphisbaenia - 約160種

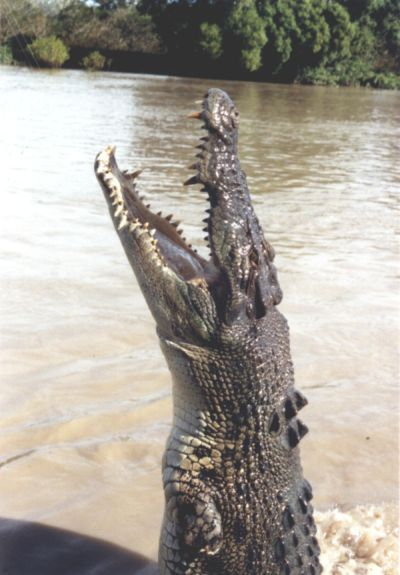
イリエワニ Crocodylus porosus

- ワニ目 Crocodilia - 23種

鳥綱を廃止し竜盤目獣脚亜目に分類する説がある。10000種近い生物がここに含まれる可能性がある。

### 系統分類の考え
爬虫類の取り扱いは、上の分類にしたがっている。
爬虫類の分類上の取り扱いには、難しい問題がある。これは、生物の分類を「共通の祖先を持つグループごとの単位」（単系統群）に分類していくべきであるとする考え方に対応して発生した。地球の歴史の中で爬虫類の祖先を考えたり、現生種の遺伝子を分析しそれぞれの種がどのぐらい離れているか（遺伝的距離）を推定する研究から、爬虫類の一部のグループ（恐竜）から鳥類が分かれたことが明らかになってきている。
これを根拠に鳥綱とそこに含まれる全ての目を廃止し、その全てを竜盤目獣脚亜目に分類し直す説が出てきている。

#### 現生動物の系統
下記は、爬虫類、鳥類、哺乳類を含む「有羊膜類」をその系統で整理した例（NCBI Taxonomy browser参照）で、それに上の分類を対応させたものである。この分類は一定しておらず、あくまでも一例であることに注意してほしい。特に鳥綱の扱いには論争がある。
有羊膜類
- 単弓類
  - 獣弓類
    - 哺乳類
- 竜弓類
  - 爬虫類
    - 双弓類
      - 竜類（サウリア）
        - 鱗竜類
          - ムカシトカゲ類
          - 有鱗類･･･トカゲ類、ヘビ類（オオトカゲ類と近縁説が有力）、 ミミズトカゲ類(カナヘビ類と近縁説が有力)

        - 主竜形類
          - カメ類
          - 主竜類
            - ワニ類
            - 鳥類

#### 化石動物も含める
上の系統分類の考え方に、絶滅した恐竜、魚竜、翼竜などを含むと下記のようになる。ただし、初期有羊膜類の分類・分岐については化石の産出が断片的であることもあいまって両生類との境界も含め非常に流動的であり、様々な記述が見られる事に注意されたい。おおよそ確定的なのは双弓類、単弓類以降の分類である。
有羊膜類 Amniota
- 単弓類 Synapsida  - 哺乳類以外絶滅
  - 盤竜類 Pelycosauria
    - 獣弓類 Therapsida
      - 哺乳綱 Mammalia
- 竜弓類 Sauropsida
  - 中竜類 Mesosauria
  - 爬虫綱 Reptilia
    - 無弓類 Anapsida - 絶滅
      - ミレレッタ類 Millerettidae
      - パレイアサウルス類 Pareiasauridae
      - Procolophonoidea

    - 双弓類 Diapsida
      - 細脚類 Araeoscelida - 絶滅
      - 魚竜類 Ichthyosauria - 絶滅
      - 竜類 sauria
        - 鱗竜形類 Lepidosauromorpha
          - 鰭竜類 Sauropterygia - 絶滅
            - 板歯類 Placodontia
            - 偽竜類 Nothosauria
            - 首長竜類 Plesiosauria

          - 鱗竜類 Lepidosauria
            - ムカシトカゲ類 Sphenodontia
            - 有鱗類 Squamata

        - 主竜形類 Archosauromorpha
          - プロラケルタ類 Prolacertiformes - 絶滅
          - リンコサウルス類 Rhynchosauria - 絶滅
          - トリロフォサウルス類 Trilophosauria
          - コリストデラ類 Choristodera
          - 主竜類 Archosauria
            - クルロタルシ類 Crurotarsi
              - 偽鰐類 Pseudosuchia
              - 植竜類 Phitosauria - 絶滅
              - ワニ類 Crocodilia

            - 鳥頸類 Ornithodira
              - 翼竜類 Pterosauria - 絶滅
              - 恐竜類 Dinosauria - 鳥類以外絶滅
                - 鳥盤類 Ornithischia
                - 竜盤類 Saurischia
                  - 竜脚類 Sauropodomorpha
                  - 獣脚類 Theropoda
                    - 鳥綱 Avialae